# Трам (Мекленбург)
Трам (њем. Tramm) општина је у њемачкој савезној држави Мекленбург-Западна Померанија. Једно је од 76 општинских средишта округа Пархим. Према процјени из 2010. у општини је живјело 592 становника. Посједује регионалну шифру (AGS) 13060080.

## Географски и демографски подаци
Трам се налази у савезној држави Мекленбург-Западна Померанија у округу Пархим. Општина се налази на надморској висини од 45 метара. Површина општине износи 21,9 km². У самом мјесту је, према процјени из 2010. године, живјело 592 становника. Просјечна густина становништва износи 27 становника/km².